# White Sands Missile Range

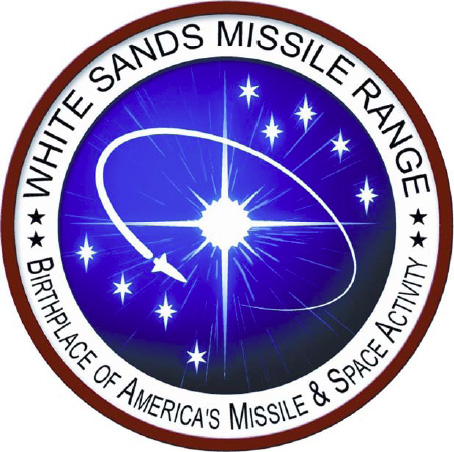
Logo

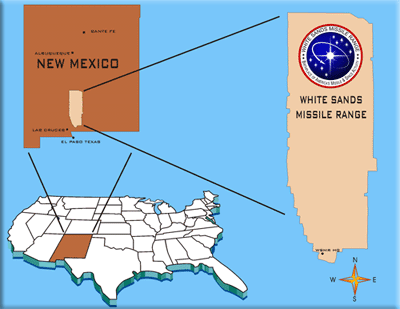

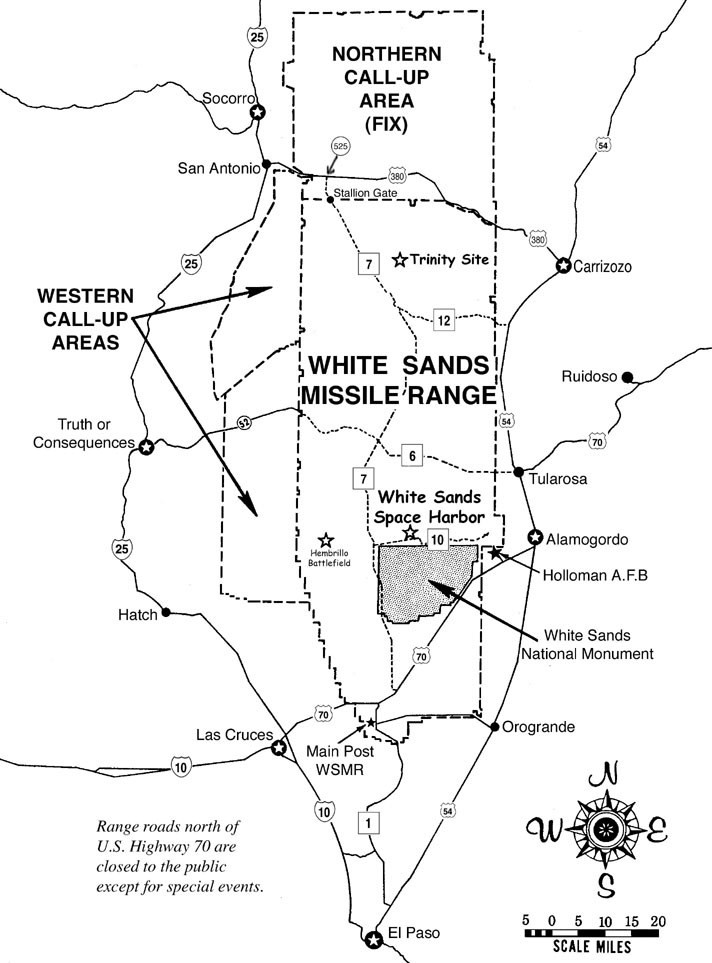
mapka sytuacyjna

White Sands Missile Range (WSMR), dawniej zwany również White Sands Proving Ground (WSPG) lub też w skrócie Białe Piaski to pierwszy duży poligon rakietowy, zbudowany w roku 1945 w USA w stanie Nowy Meksyk. Nazwę swą zawdzięczał kolorowi okolicznego piasku. Teren o powierzchni 3200 mil kwadratowych (ok. 8287 km²) jest jedną z największych instalacji wojskowych w USA.
W skład wyposażenia wchodzą: wyrzutnie rakietowe, urządzenia radiowe i radiolokalizacyjne potrzebne do śledzenia rakiet i łączności z nimi, urządzenia sterujące i manewrujące startem i lotem rakiet, podziemne magazyny. Większość z tych aparatów jak i personel sterujący znajduje się podczas prób w specjalnych bunkrach. Niektóre z tych pomieszczeń posiada grubość ścian dochodząca do trzech metrów, sufit nawet do ośmiu metrów. Miały one za zadanie ewentualną ochronę na wypadek nieprzewidzianych okoliczności (np. wybuch rakiety startującej).
Jedną z pierwszych prób rakietowych było wystrzelenie dwuczłonowej rakiety nośnej Bumper 5 z White Sands Missile Range 24 lutego 1949. Rakieta (jej górny człon) osiągnęła pułap 400 kilometrów i prędkość 2300 m/s.

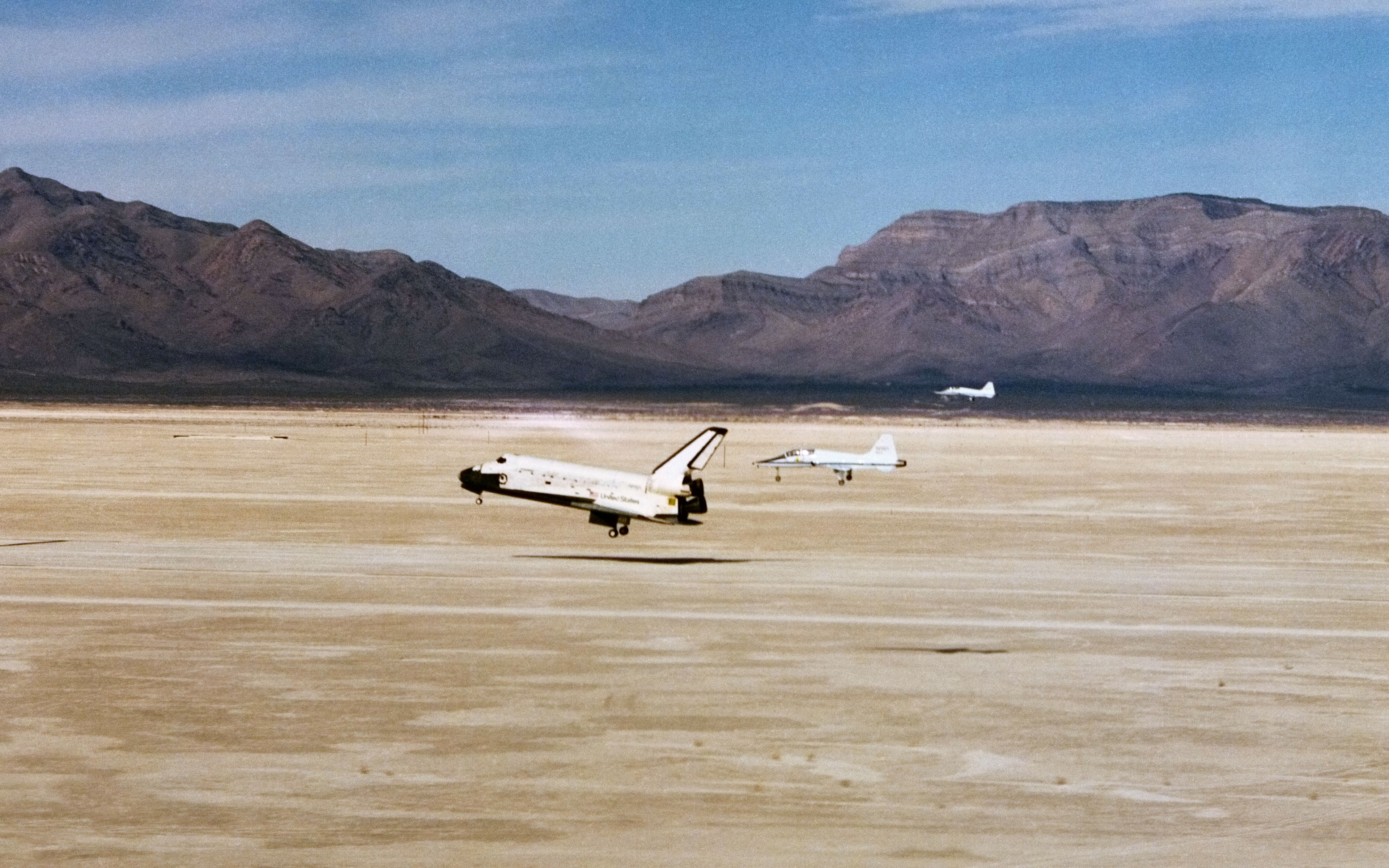
moment lądowania wahadłowca Columbia kończącego lot STS-3

30 marca 1982 na terenie White Sands Missile Range miało miejsce lądowanie wahadłowca Columbia kończącego lot STS-3 pod dowództwem Jacka Roberta Lousma.

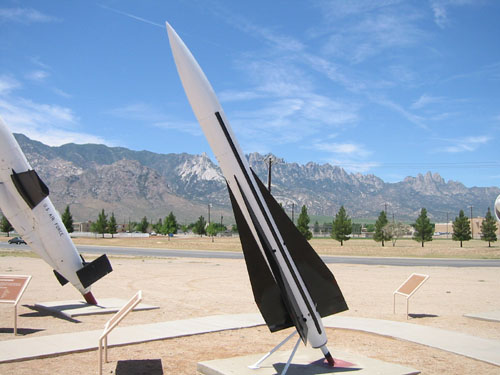
Rakiety na terenie muzeum w White Sands Missile Range